# Dòlmens del Pla de Tarters
Els Dòlmens del Pla de Tarters és un conjunt de dos monuments megalítics del terme comunal de Serdinyà, a la comarca del Conflent, de la Catalunya del Nord.
Estan situats al sud del terme de Serdinyà, en el Pla de Tarters, a uns 950 metres al sud-est del poble de Serdinyà.
Es tracta de dos dòlmens simples amb forma de caixes megalítiques de mida petita, tancades a l'interior d'un túmul o tarter (d'on el nom del pla on es troben), amb inscultures. Foren donats a conèixer per Jean Abelanet i Pierre Ponsich el 1985 i repetidament esmentats pel mateix Abelanet en treballs posteriors seus, dels anys 1986, 1987, etc, així com per Françoise Claustre.